# Харт-Хаус-квартет

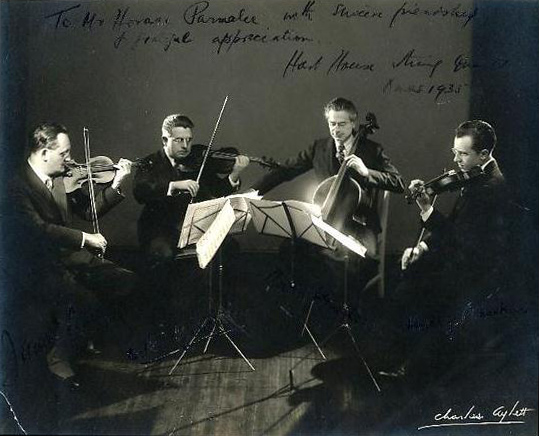
Харт-Хаус-квартет в составе 1935 года: Ливи, Блэкстоун, Гамбург и Адаскин

Харт-Хаус-квартет (англ. Hart House String Quartet) — канадский струнный квартет, существовавший в Торонто в 1923—1946 гг. Получил название по театру Hart House при Торонтском университете — в этом театре квартет дал своё первое выступление 27 апреля 1924 года.
Квартет широко гастролировал по Канаде, в 1929 г. совершил масштабное европейское турне (Бельгия, Франция, Великобритания, Нидерланды), в 1936—1937 гг. предпринял мировой тур, посетив США, Мексику, Кубу, Австрию, Англию, Францию, Италию, скандинавские страны и СССР. Из заметных выступлений квартета следует отметить исполнение квартета Равеля в Нью-Йорке 15 января 1928 г. в рамках концерта, в котором сам Равель впервые выступил в США как пианист. Репертуар квартета включал, помимо традиционных произведений XIX века, квартеты Дебюсси, Хиндемита, Кодаи, Прокофьева, Шёнберга и других новейших авторов. Последние выступления квартета состоялись уже в 1946 году, но прошли без его лидера Джеймса Ливи, испытывавшего проблемы со зрением (его замещали Колдофски и Эли Спивак). В 1926—1930 гг. квартет осуществил несколько записей, став первым записанным камерным ансамблем Канады.

## Состав
Первая скрипка:
- Геза де Крес (1923—1935)
- Джеймс Ливи (1935—1945)

Вторая скрипка:
- Гарри Адаскин (1923—1938)
- Адольф Колдофски (1938—1942)
- Генри Миллиган (1942—1945)

Альт:
- Милтон Блэкстоун (1923—1941)
- Аллард де Риддер (1941—1945)

Виолончель:
- Борис Гамбург (1923—1945)